# Heterothrips vitis
Heterothrips vitis är en insektsart som beskrevs av Ian A. Hood 1916. Heterothrips vitis ingår i släktet Heterothrips och familjen Heterothripidae. Inga underarter finns listade i Catalogue of Life.